# Chasyn
Chasyn (in lingua russa Хасын) è un centro abitato dell'Oblast' di Magadan, situato nel Chasynskij rajon sull'omonimo fiume.